# Seznam národních mott

Francouzský státní znak s národním mottem Francie: Liberté, Égalité, Fraternité (česky Volnost, Rovnost, Bratrství)

Státní motto je krátká fráze vyjádřující cíle či morální hodnoty státu. Státní motto se často vyskytuje na státní vlajce či znaku. Ne každý stát má své oficiální motto. Motto se zpravidla neřadí mezi státní symboly.

## Současné nezávislé státy
- Afghánistán: není božstva kromě Boha a vyznávám, že Muhammad je Posel Boží (arabsky:  لا إله إلا الله محمد رسول الله; Lā ʾilāha illā l-Lāh; Muḥammadu r-rasūlu l-Lāh)[1]
- Albánie: Ty Albánie, dej mi čest, dej mi jméno Albánec. (albánsky: Ti Shqipëri, më jep nder, më jep emrin Shqipëtar)[2]
- Alžírsko: Lidmi, pro lid (arabsky: بالشعب و للشعب; Bil-shaʿb wa lil-shaʿb)[3]
- Andorra: Spojené síly jsou větší (latinsky: Virtus Unita Fortior)[4]
- Angola: Spojené síly jsou větší (latinsky: Virtus Unita Fortior)[5]
- Antigua a Barbuda: Každý se snaží, všichni dosáhnou (anglicky: Each endeavouring, all achieving)[6]
- Argentina: bez oficiálního motta, neoficiální motto: V jednotě a svobodě (španělsky: En unión y libertad)[7]
- Arménie: Jeden národ, jedna kultura (arménsky: Մեկ Ազգ, Մեկ Մշակույթ; Mek Azg, Mek Mshakouyt)[8][9]
- Austrálie: bez oficiálního motta, bývalé motto: Postupuj Austrálie (anglicky: Advance Australia)[10]
- Ázerbájdžán: bez oficiálního motta, neoficiální motto: Země ohně (ázerbájdžánsky: Odlar Yurdu)
- Bahamy: Vpřed, Vzhůru, Dále Společně (anglicky: Forward, Upward, Onward Together)[11]
- Bangladéš: bez oficiálního motta, oficiální válečný pokřik: Vítězství Bengálsku (bengálsky: জয় বাংলা; Joy Bangla)[12][13]
- Bahrain: bez oficiálního motta
- Barbados: Hrdost a píle (anglicky: Pride and industry)[14]
- Belgie: Jednota tvoří sílu (nizozemsky: Eendracht maakt macht, francouzsky: L'union fait la force, německy: Einigkeit macht stark)[15]
- Belize: Vzkvétá ve stínu (latinsky: Sub umbra floreo)[16]
- Benin: Bratrství, Spravedlnost, Práce (francouzsky: Fraternité, Justice, Travail)[17]
- Bělorusko: bez oficiálního motta, neoficiální motto: Ať žije Bělorusko! (bělorusky: Жыве Беларусь!; Žyvie Biełaruś!)
- Bhútán:  bez oficiálního motta
- Bolívie: Jednota tvoří sílu či Jednota je síla (španělsky: La Unión es la Fuerza)[18]
- Bosna a Hercegovina:  bez oficiálního motta
- Botswana: Déšť (setswansky: Pula)[19]
- Brazílie: Řád a pokrok (portugalsky: Ordem e progresso)[20]
- Brunej: Vždy ve službě s Božím vedením (arabsky: الدائمون المحسنون بالهدى; Ad-dāʾimūna al-muḥsinūna bi-l-hudā)[21]
- Bulharsko: Jednota tvoří sílu (bulharsky: Съединението прави силата; Sŭedinenieto pravi silata)[22]
- Burkina Faso: Vlast nebo smrt, my zvítězíme (francouzsky: La Patrie ou la Mort, nous vaincrons)
- Burundi: Jednota, Práce, Pokrok (francouzsky: Unité, Travail, Progrès)[23]
- Čad: Jednota, Práce, Pokrok (francouzsky: Unité, Travail, Progrès)[24]
- Čínská lidová republika: bez oficiálního motta
- Černá hora: bez oficiálního motta, neoficiální motto: Nechť je Černá Hora věčná (srbochorvatsky: Да је вјечна Црна Гора!; Da je vječna Crna Gora!)[25]
- Česká republika: Pravda vítězí (latinsky: Veritas Vincit)[26]
- Dánsko: národní motto Dánska je stejné jako motto vládnoucího panovníka a v čase se tedy mění, mottem Frederika X., který nastoupil do úřadu roku 2024, je Spojeni, oddáni Dánskému království (dánsky: Forbundet, forpligtet, for Kongeriget Danmark)[27]
- Dominika: Po dobrém Pánu, milujeme Zemi (kreolská francouzština: Après Bondié, C'est la Ter)[28]
- Dominikánská republika: Bůh, Vlast, Svoboda (španělsky: Dios, Patria, Libertad)[29]
- Džibutsko: Jednota, Rovnost, Mír (somálsky: Itixaad, Gudboonaan, Ammaan, francouzsky: Unité, Égalité, Paix)[30]
- Ekvádor: Bůh, vlast a svoboda (španělsky: Dios, patria y libertad)
- Egypt: bez oficiálního motta
- Eritrea: Vítězství masám! (arabsky: انتصار للجماهير, tigrajsky: ዓወት ንሓፋሽ!)
- Estonsko: bez oficiálního motta, neoficiální motto: Ať žije Estonsko! či Ať žije Estonská republika! (estonsky: Elagu Eesti! či Elagu Eesti Vabariik!)
- Etiopie: bez oficiálního motta, bývalé motto: Etiopie První (amharsky: ኢትዮጲያ ትቅደም)[31]
- Fidži: Boha se bojte a králi vzdejte čest (fidžijsky: Rerevaka na Kalou ka Doka na Tui)[32]
- Filipíny: Pro Boha, pro lid, pro přírodu a pro zem (tagalsky: Maka-Diyos, Maka-Tao, Makakalikasan at Makabansa[33]
- Finsko: bez oficiálního motta
- Francie: Volnost, Rovnost, Bratrství či Svoboda, Rovnost, Bratrství (francouzsky: Liberté, égalité, fraternité)[34]
- Gabon: Unie, Práce, Spravedlnost (francouzsky:: Union, Travail, Justice)[35]
- Gambie: Pokrok, Mír, Prosperita (anglicky: Progress, Peace, Prosperity)[36]
- Ghana: Svoboda a Spravedlnost (anglicky: Freedom and Justice)[37]
- Grenada: Vědomi si Boha usilujeme, budujeme a postupujeme jako jeden národ (anglicky: Ever Conscious of God We Aspire, Build and Advance as One People)[38]
- Gruzie: Síla je v jednotě! (gruzínsky: ძალა ერთობაშია!; Dzala ertobashia)[39]
- Guatemala: Rosteme volní a silní (španělsky: Libre Crezca Fecundo)[40]
- Guinea: Práce, Spravedlnost, Solidarita (francouzština: Travail, Justice, Solidarité)[41]
- Guinea-Bissau: Jednota, Boj, Pokrok (portugalsky: Unidade, Luta, Progresso)[42]
- Guyana: Jeden lid, Jedne národ, Jeden osud (anglicky: One People, One Nation, One Destiny)[43]
- Haiti: Volnost, Rovnost, Bratrství (francouzsky: Liberté, égalité, fraternité)[44]
- Honduras: Svobodný, svrchovanýa a nezávislý (španělsky: Libre, Soberana E Independiente)[45]
- Chile: Rozumem nebo silou (španělsky: Por la razón o la fuerza)
- Chorvatsko: bez oficiálního motta
- Indie: Pravda sama Vítězí (sanskrtsky:सत्यमेव जयते ; Satyameva Jayate)[46]
- Island: bez oficiálního motta
- Indonésie: Jednota v rozmanitosti (starojávsky: Bhinneka Tunggal Ika)[47]
- Irán: Bůh je veliký (arabsky: الله اكبر; Allahu Akbar)[48][49]
- Irák: Bůh je veliký (arabsky: الله اكبر; Allahu Akbar)[50]
- Irsko: bez oficiálního motta
- Itálie: bez oficiálního motta
- Izrael: bez oficiálního motta, neoficiální motto: Když chceš, není to sen  (hebrejsky: אם תרצו, אין זו אגדה; Im Tirtzu, Ein zo Agadah).
- Jamajka: Z mnoha jeden lid (anglicky: Out of many, One People)[51]
- Japonsko: bez oficiálního motta
- Jemen: Bůh, národ, revoluce, spojenectví (arabsky: الڷه، الوطن، الثورة، الوحدة; Allah, al-Watan, at-Thawra, al-Wehda)[52]
- Jižní Afrika: Různí lidé spojte se aneb Jednota v různosti (anglicky: Diverse people unite or Unity in Diversity, ǀXam: ǃke e꞉ ǀxarra ǁke)[53]
- Jižní Korea: Pro široký přínos lidskému světu (korejsky: 홍익인간; Hanča: 弘益人間; RR: Hongik Ingan)[54]
- Jižní Súdán: Spravedlnost, Svoboda, Prosperita (anglicky: Justice, Liberty, Prosperity)[55]
- Jordánsko: Bůh zem a král (Jordánská arabština: الله، الوطن، الملك; Allāh, Al-Waṭan, Al-Malīk)[56]
- Kambodža: Národ, Víra, Král (khmersky: ជាតិ សាសនា ព្រះមហាក្សត្រ; Chéatĕ, Sasânéa, Preăh Môhaksâtr)[57]
- Kamerun: Mír, Práce, Vlast (francouzsky: Paix, Travail, Patrie)[58]
- Kanada: Od moře k moři (latinsky: A mari usque ad mare)[59]
- Kapverdy: Jednota, Práce, Pokrok (portugalsky: Unidade, Trabalho, Progresso)[60]
- Katar: bez oficiálního motta
- Kazachstán: bez oficiálního motta
- Keňa: Všichni za jedno (svahilsky: Harambee)[61]
- Kiribati: Zdraví, Mír, Prosperita (kiribatsky: Te mauri, te raoi ao te tabomoa)[62]
- Kolumbie: Svoboda a řád (španělsky: Libertad y orden)[63]
- Komory: Jednota, Solidarita, Rozvoj (francouzsky: Unité, Solidarité, Développement)[64]
- Konžská demokratická republika: Spravedlnost, Mír, Práce (francouzsky: Justice, Paix, Travail)
- Konžská republika: Jednota, Práce, Pokrok (francouzsky: Unité, Travail, Progrès)
- Kosovo: bez oficiálního motta
- Kostarika: bez oficiálního motta
- Kuba: Vlast nebo smrt, zvítězíme! (španělsky: ¡Patria o Muerte, Venceremos!)[65]
- Kuvajt: Bůh, Národ, Emír (arabsky: الله, الوطن, الأمير; )
- Kypr: bez oficiálního motta
- Kyrgyzstán: bez oficiálního motta
- Laos: Mír, nezávislost, demokracie, jednota a prosperita (laosky: ສັນຕິພາບ ເອກະລາດ ປະຊາທິປະໄຕ ເອກະພາບ ວັດທະນາຖາວອນ; Santiphap, Ekalat, Paxathipatai, Ekaphap, Vatthanathavon)[66]
- Lesotho: Mír, Déšť, Prosperita (sesothsky: Khotso, Pula, Nala)[67]
- Libanon: Vše pro zemi, slávu a vlajku (arabsky:  كلنا للوطن ، للعلا للعلم; an-Našīd al-Waṭanī al-Lubnānī)[68]
- Libérie: Přivedla nás sem láska ke svobodě (anglicky: The love of liberty brought us here)[69]
- Libye: bez oficiálního motta
- Lichtenštejnsko: Pro Boha, knížete a vlast (německy: Für Gott, Fürst und Vaterland)
- Litva: bez oficiálního motta, neoficiální motta: Svoboda, Jednota, Prosperita (litevsky: Laisvė, vienybė, gerovė) je od roku 2015 vyraženo na mincích, Nechť roste naše jednota! (litevsky: Vienybė težydi!) z národní hymny
- Lotyšsko: bez oficiálního motta
- Lucembursko: Chceme zůstat tím čím jsme (lucembursky: Mir wëlle bleiwe wat mir sinn)[70]
- Madagaskar: Láska, Země předků, Pokrok (malgašsky: Fitiavana, Tanindrazana, Fandrosoana)[71]
- Maďarsko: bez oficiálního motta, historické motto: s Bohem pro Vlast a Svobodou (latinsky: Cum Deo pro Patria et Libertate)
- Malajsie: Jednota je síla (malajsky: Bersekutu Bertambah Mutu)[72]
- Malawi: Jednota a svoboda (anglicky: Unity and Freedom)[73]
- Maledivy: Stát tisíce ostrovů (arabština: الدولة المحلديبية; Al-Dawlat Al-Mahaldheebiya)[74]
- Mali: Jeden lid, jeden cíl, jedna víra (francouzština: Un peuple, un but, une foi)[75]
- Malta: Ctnost a soulad (latinsky: Virtute et constantia)[76]
- Maroko: Bůh, Země, Král (arabsky: الله، الوطن، الملك; Allāh, Al-Waṭan, Al-Malīk)[77][78]
- Marshallovy ostrovy: Úspěch dosažený společným úsilím (maršálsky: Jepilpilin ke Ejukaan)[79]
- Mauritius: Hvězda a klíč Indického oceánu (latinsky: Stella Clavisque Maris Indici)[80]
- Mauritánie: Čest, Bratrství, Spravedlnost (arabsky: شرف، إخاء، عدالة, francouzsky: Honneur, Fraternité, Justice)[81]
- Mexiko: bez oficiálního motta
- Mikronésie: Mír, Jednota, Svoboda (anglicky: Peace, Unity, Liberty)[82]
- Moldavsko: bez oficiálního motta
- Monako: S boží pomocí (latinsky: Deo juvante)[83]
- Mongolsko: bez oficiálního motta
- Mosambik: bez oficiálního motta
- Myanmar: bez oficiálního motta, bývalé motto: Harmonií ku štěstí (barmsky: သမဂ္ဂါနံ တပေါ သုခေါ; Samaggānaṃ tapo sukho)
- Namibie: Jednota, Svoboda, Spravedlnost (anglicky: Unity, liberty, justice)[84]
- Nauru: Boží vůle první (anglicky: God's will first)[85]
- Nepál: Matka a Vlast jsou větší než Nebe (Mother and motherland are greater than heaven (sanskrtsky: जननी जन्मभूमिश्च स्वर्गादपि गरीयसी ; Janani Janmabhumishcha Swargadapi Gariyasi)[86]
- Německo: bez oficiálního motta, používá se Jednota, právo a svoboda (německy: Einigkeit und Recht und Freiheit)[87]
- Niger: Bratrství, Práce, Pokrok (francouzsky: Fraternité, Travail, Progrès)[88]
- Nigérie: Jednota a Víra, Mír a Pokrok (anglicky: Unity and Faith, Peace and Progress)[89]
- Nikaragua: V Boha věříme (španělsky: En Dios Confiamos)[90]
- Nizozemsko: Budu zachovávat (francouzsky: Je maintiendrai, nizozemsky: Ik zal handhaven)[91]
- Norsko: bez oficiálního motta, královské motto
- Nový Zéland: bez oficiálního motta, bývalé motto: Vpřed (anglicky: Onward)[92]
- Omán: bez oficiálního motta
- Pakistán: Víra, Jednota, Kázeň (urdsky:  ايمان، اتحاد، نظم; Iman, Ittihad, Nazm)[93]
- Palau: bez oficiálního motta
- Panama: Pro dobro světa (latinsky: Pro mundi beneficio)[94]
- Papua Nová Guinea: Jednotní v rozmanitosti (anglicky: Unity in Diversity)[95]
- Paraguay: Mír a Spravedlnost (španělsky: Paz y justicia)[96]
- Peru: Pevní a šťastní pro unii (španělsky: Firme y feliz por la unión)
- Pobřeží slonoviny: Jednota, Kázeň, Práce (francouzsky: Union, Discipline, Travail)[97]
- Polsko: bez oficiálního motta, neoficiální motta: Ještě polsko nezhynulo (polsky: Jeszcze Polska nie zginęła)[98], Bůh, Čest, Vlast (polsky: Bóg, Honor, Ojczyzna)[pozn. 1] a další
- Portugalsko: bez oficiálního motta[99], neoficiální motto: Toto je má milovaná vlast (portugalsky: Esta é a ditosa Pátria minha amada)
- Rakousko: bez oficiálního motta, neoficiální motto: AEIOU
- Rovníková Guinea: Jednota, Mír, Spravedlnost (španělsky: Unidad, Paz, Justicia) [100]
- Rumunsko: bez oficiálního motta, historické motto: Nic bez Boha (latinsky: Nihil sine Deo)[101][102][103]
- Rusko: bez oficiálního motta
- Rwanda: Jednota, Práce, Vlastenectví (rwandsky: Ubumwe, Umurimo, Gukunda Igihugu)
- Řecko: Svoboda nebo smrt (řecky: Ελευθερία ή θάνατος; Eleftheria i thanatos)
- Salvador: Bůh, Unie, Svoboda (španělsky: Dios, Unión, Libertad)[104]
- Samoa: Bůh je základem Samoy (samojsky: Fa'avae i le Atua Samoa)[105]
- San Marino: Svoboda (latinsky: Libertas)[106]
- Saúdská Arábie: není božstva kromě Boha a vyznávám, že Muhammad je Posel Boží (arabsky:  لا إله إلا الله محمد رسول الله; Lā ʾilāha illā l-Lāh; Muḥammadu r-rasūlu l-Lāh)[107]
- Senegal: Jeden lid, jeden cíl, jedna víra (francouzsky: Un peuple, un but, une foi)[108]
- Severní Korea: Silný, prosperující národ (korejsky: 강성대국)
- Severní Makedonie: bez oficiálního motta
- Seychely: Konec završuje dílo (latinsky: Finis coronat opus)[109]
- Sierra Leone: Jednota, volnost, spravedlnost (anglicky: Unity, freedom, justice)[110]
- Singapur: Kupředu, Singapure (malajsky: Majulah Singapura)[111]
- Slovensko: bez oficiálního motta, bývalé motto (1939-1945): Věrní sobě, svorně vpřed! (slovensky: Verní sebe, svorne napred!)
- Slovinsko: bez oficiálního motta
- Somálsko: bez oficiálního motta
- Spojené arabské emiráty: bez oficiálního motta
- Spojené království: bez oficiálního motta, motta historických území: Anglie, Walesu a Severního Irska (resp. motto pro Britského monarchu) Bůh a mé právo (francouzsky: Dieu et mon droit), motto Skotska: V mé obraně, Bůh mě brání (skotsky: In My Defens God Me Defend)
- Spojené státy americké: V Boha (v kterého) věříme (anglicky: In God we trust), Z mnoha jeden (latinsky: E pluribus unum)
- Srbsko: bez oficiálního motta, neoficiální motto: Jen Jednota Spasí Srby (srbsky: Само Слога Србина Спасава (zkracováno na CCCC); Samo Sloga Srbina Spasava)
- Středoafrická republika: Jednota, Důstojnost, Práce (francouzsky: Unité, Dignité, Travail)[112]
- Súdán: Vítězství je naše (arabsky: النصر لنا; An-Naṣr Linā)[113]
- Surinam: Spravedlnost, Zbožnost, Věrnost (latinsky: Justitia, pietas, fides, nizozemsky: Gerechtigheid, Vroomheid, Vertrouwen)[114][115]
- Svatá Lucie: Země, lidé, světlo (anglicky: The land, the people, the light)[116]
- Svatý Kryštof a Nevis: Země nad sebe samého (anglicky: Country Above Self)[117]
- Svatý Tomáš a Princův ostrov: Jednota, Kázeň, Práce (postugalsky: Unidade, Disciplina, Trabalho)[118]
- Svatý Vincenc a Grenadiny: Mír a Spravedlnost (latinsky: Pax et justitia)[119][120]
- Svazijsko: My jsme pevnost (svazijsky: Siyinqaba) [121]
- Sýrie: bez oficiálního motta
- Šalomounovy ostrovy: Vést znamená sloužit (anglicky: To Lead Is To Serve)[122]
- Španělsko: Dále za hranice (latinsky: Plus ultra)[123]
- Šrí Lanka: bez oficiálního motta
- Švédsko: bez oficiálního motta, královské motto: [124]
- Švýcarsko: bez oficiálního motta, neoficiální motto: Jeden za všechny, všichni za jednoho (latinsky: Unus pro omnibus, omnes pro uno; německy: Einer für alle, alle für einen; francouzsky: Un pour tous, tous pour un; italsky: Uno per tutti, tutti per uno; rétorománsky: In per tuts, tuts per in)
- Tádžikistán: Nezávislost, Svoboda, Domovina (tádžicky: 'Истиқлол, Озодӣ, Ватан!; Istiqlol, Ozodi, Vatan!)[125]
- Tanzanie: Volnost a Jednota (svahilsky: Uhuru na Umoja)[126]
- Thajsko: bez oficiálního motta, neoficiální motto: Národ, Víra, Král (thajsky: ชาติ ศาสนา พระมหากษัตริย์; Chat, Satsana, Phra Mahakasat)
- Tchaj-wan: bez oficiálního motta, motto Kuomintangu a místní vlády: Nacionalismus, Demokracie, Živobytí (čínsky: 民族、民權、民生)
- Togo: Práce, Svoboda, Vlast (francouzsky: Travail, Liberté, Patrie)[127]
- Tonga: Bůh a Tonga jsou mým dědictvím (tongánsky: Ko e ʻOtua mo Tonga ko hoku tofiʻa)[128]
- Trinidad a Tobago: Společně usilujeme, společně dosáhneme (anglicky: Together we aspire, together we achieve)[129]
- Tunisko: Svoboda, Řád, Spravedlnost (arabsky: حرية، نظام، عدالة; Ḥoṛiya, Niẓam, 'Adāla)[130][131]
- Turecko: bez oficiálního motta, neoficiální motto: Šťastný ten, kdo si říká Turek! (turecky: Ne mutlu Türküm diyene!)[132], [133]
- Turkmenistán: bez oficiálního motta
- Tuvalu: Tuvalu pro Všemocného (tuvalsky: Tuvalu mo te Atua)[134]
- Uganda: Pro Boha a svou zem (svahilsky: kwa mungu na nchi yangu; anglicky: For God and My Country)[135]
- Ukrajina: bez oficiálního motta, neoficiální motto: Sláva Ukrajině! Hrdinům sláva! (ukrajinsky: Слава Україні! Героям слава!; Slava Ukrajini! Herojam slava!)[136]
- Uruguay: Svobodu nebo smrt (španělsky: Libertad o Muerte)[137]
- Uzbekistán: bez oficiálního motta[pozn. 2], neoficiální motto: Síla ve Spravedlnosti (uzbecky: Куч адолатдадир!; Kuch adolatdadir!)
- Vanuatu: Při Bohu stojíme (bislamsky: Long God yumi stanap)[138]
- Vatikán: bez oficiálního motta, osobní motto Papeže Lva XIV.: V jednom (Pánu jsme) jeden (latinsky: In illo uno unum)[139][140]
- Venezuela: bez oficiálního motta, historické motto: Bůh a Federace (španělsky: Dios y Federación)[141]
- Vietnam: Nezávislost, Svoboda, Štěstí (vietnamsky: Ðộc lập, Tự do, Hạnh phúc)[142][pozn. 3]
- Východní Timor: Jednota, Čin, Pokrok (portugalsky: Unidade, Acção, Progresso)[143]
- Zambie: Jedna Zambie, Jeden Národ (anglicky: One Zambia One Nation)[144]
- Zimbabwe: Jednota, Svoboda, Práce (anglicky: Unity, Freedom, Work)[145]